# Grasbrook

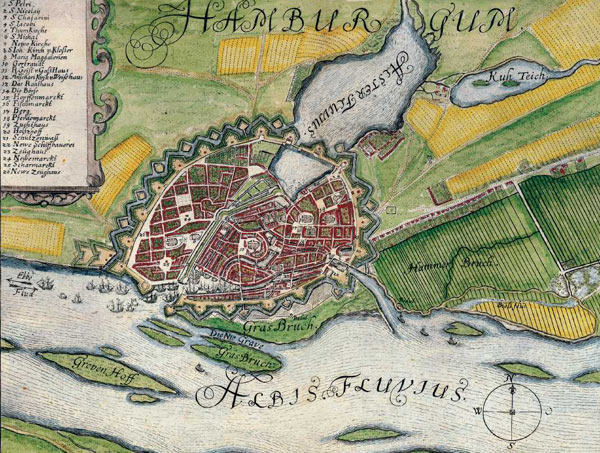
Karte von Hamburg um 1660: Der Durchstich durch den Grasbrook ist hier noch als Neuer Graben bezeichnet, heute stellt er den Verlauf der Norderelbe dar. Die Insel Grevenhof ist heute ein Teil Steinwerders.

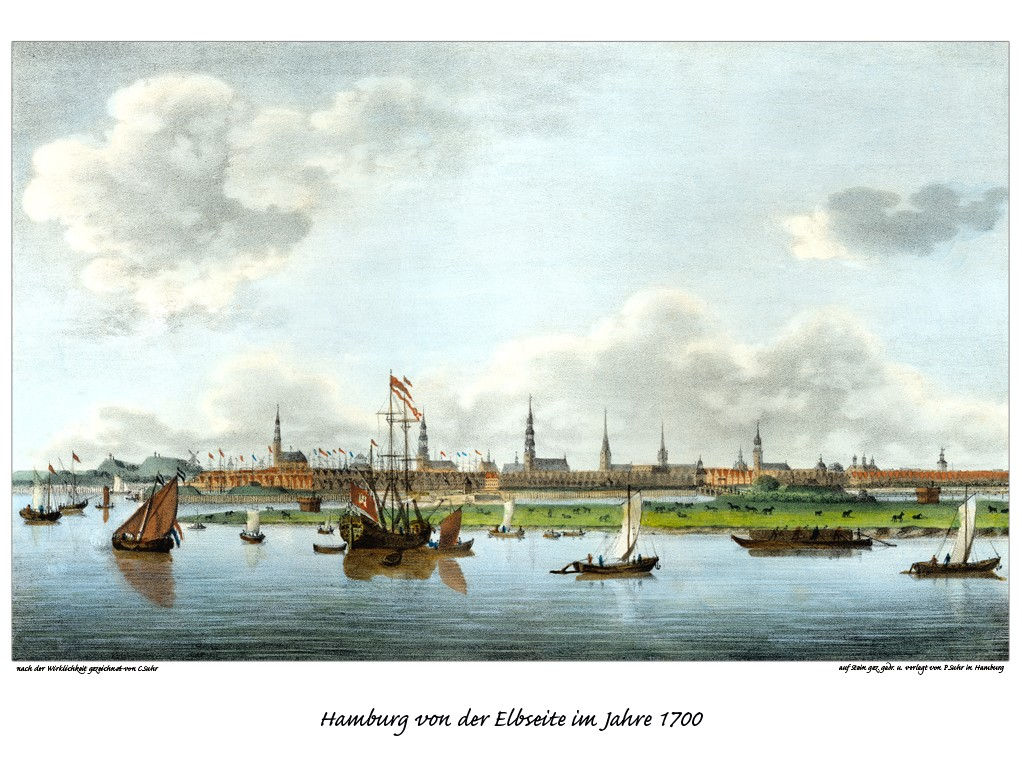
Blick auf Hamburg, vom Kleinen Grasbrook über die Norderelbe auf den Großen Grasbrook, um 1700. Zwischen Stadt und Grasbrook das Brooktor mit der dazugehörigen Brücke.

Der Grasbrook (auch als Hamburger Brook, Neuer Brook oder nur Brook bezeichnet, ab dem 16. Jahrhundert als Großer Grasbrook) war eine sumpfige Binneninsel im Urstromtal der Elbe vor Hamburg, die bis ins 19. Jahrhundert hauptsächlich als Viehweide diente. Durch den Bau von Hafenbecken und Bahnanlagen wurde das Gebiet anschließend stark überformt und bildet heute den Westteil des neuen Stadtteils HafenCity zwischen Kehrwiederspitze und Oberhafen, während der Ostteil um den einstigen Baakenhafen aus der früheren Elbinsel Baakenwärder hervorging.
An den Grasbrook erinnern heute noch der Grasbrookhafen, der Grasbrookpark und die dazwischen verlaufende Straße Großer Grasbrook.

## Geschichte

### Viehweide und Richtplatz

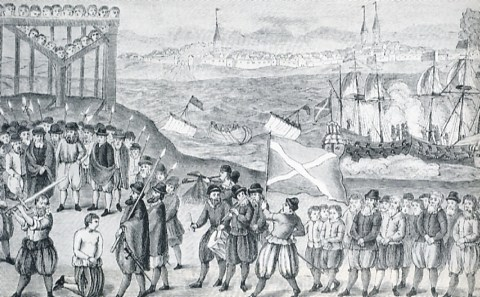
Hinrichtung der Vitalienbrüder auf dem Grasbrook in Hamburg (1401), Hamburger Staatsarchiv

Der Grasbrook war ursprünglich Teil einer bis an das mittelalterliche Hamburg heranreichenden und aus zahlreichen Inseln und Werdern bestehenden Marschlandschaft, zu der auch der östlich anschließende Hammerbrook sowie die Vier- und Marschlande gehören. Anders als diese war der Grasbrook jedoch nie eingedeicht und somit immer dem Hochwasser der Elbe und Sturmfluten ausgesetzt. Mit der Stadt verbunden war er über das Brooktor und die dazugehörige Brücke (der heutigen Kornhausbrücke), später kam weiter westlich das Sandtor bei der heutigen Brooksbrücke hinzu.
Am westlichen Ende des Grasbrooks – nahe der Einfahrt in den damaligen Hamburger Hafen (heute: Binnenhafen) – befand sich über Jahrhunderte der für die Hinrichtung von Seeräubern bestimmte Richtplatz, auf dem bis 1624 mindestens 428 Seeräuber enthauptet wurden. Unter ihnen waren auch die Vitalienbrüder, Klaus Störtebeker und Gödeke Michels. Zahlreiche Schädel mit typischen Pfählungs-Verletzungen wurden später beim Bau der Speicherstadt und der angrenzenden Hafenbecken gefunden und zum Teil ins Museum für Hamburgische Geschichte verbracht.

### Teilung der Insel
1532 wurde der nördliche Streifen des Grasbrooks in die befestigte Stadt einbezogen. Auf den später als Kehrwieder und Wandrahm bezeichneten Inseln entstand in der Folge ein Wohngebiet, das Ende des 19. Jahrhunderts dem Bau der Speicherstadt weichen musste. Nach dem Bau der neuen Hamburger Wallanlagen von 1616 bis 1628 verlief die Befestigungsanlage auf dem Grasbrook entlang dem heutigen Straßenzug Am Sandtorkai und Brooktorkai, deren Namen noch auf die beiden Tore in der Stadtmauer verweisen, ebenso erinnert die Ericusspitze im Osten an die einstige Bastion Ericus. Aus dem einstigen Wallgraben entstanden im 19. Jahrhundert die Hafenbecken Sandtorhafen, Brooktorhafen und Ericusgraben.
Die verbleibende Grasbrook-Insel wurde zwischen 1568 und 1605 mit einem Durchstich für die umgeleitete Norderelbe geteilt, um den Hamburger Hafen für Seeschiffe mit größerem Tiefgang tauglich zu machen. Im Laufe der Zeit verbreiterte sich der Durchstich zum neuen Hauptarm, und der abgetrennte „Kleine Grasbrook“ bildete nunmehr das Südufer der neuen Norderelbe, lag allerdings weiter westlich als heute, etwa auf dem Gebiet des heutigen Steinwerder. Der heutige, weiter östlich gelegene Stadtteil Kleiner Grasbrook wurde hingegen erst 1894 unter Einbeziehung weiterer Inseln (u. a. Schumacherwärder, Große Veddel) gebildet.

### Schiffbau, Industrialisierung und Hafenausbau

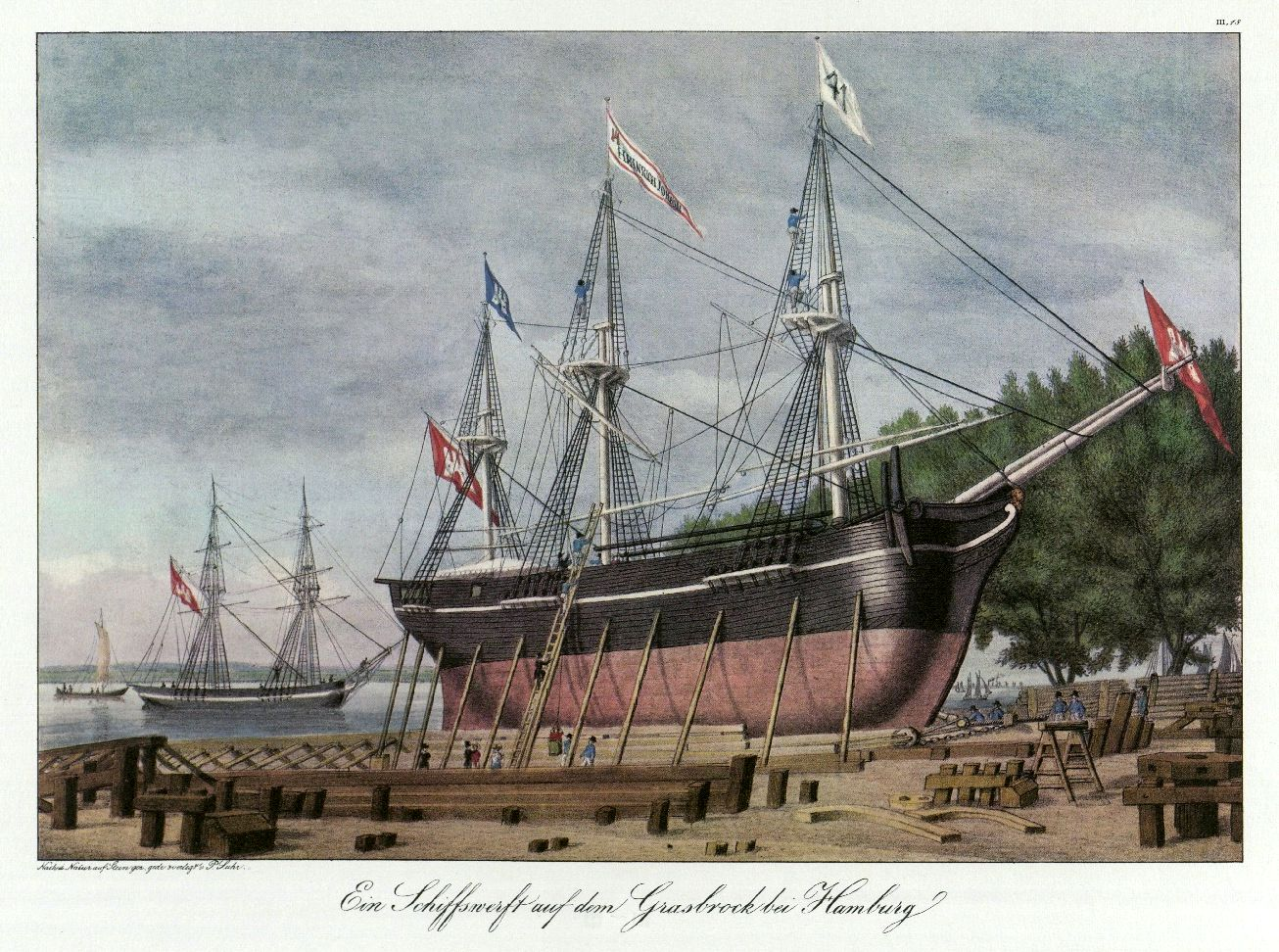
Schiffswerft auf dem Grasbrook, Lithografie der Gebrüder Suhr, um 1835

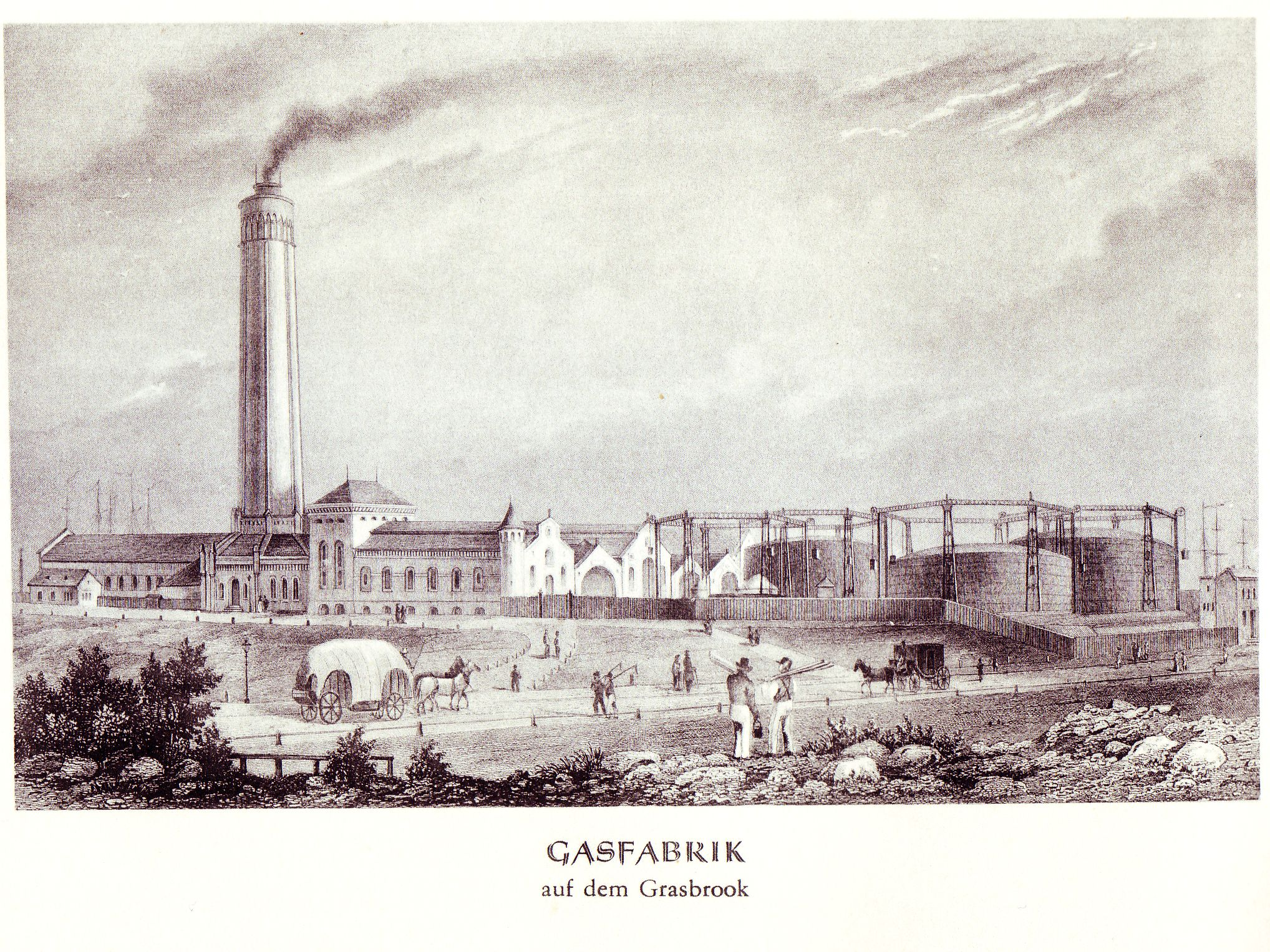
Gasfabrik auf dem Grasbrook, Lithografie von Julius Gottheil um 1850

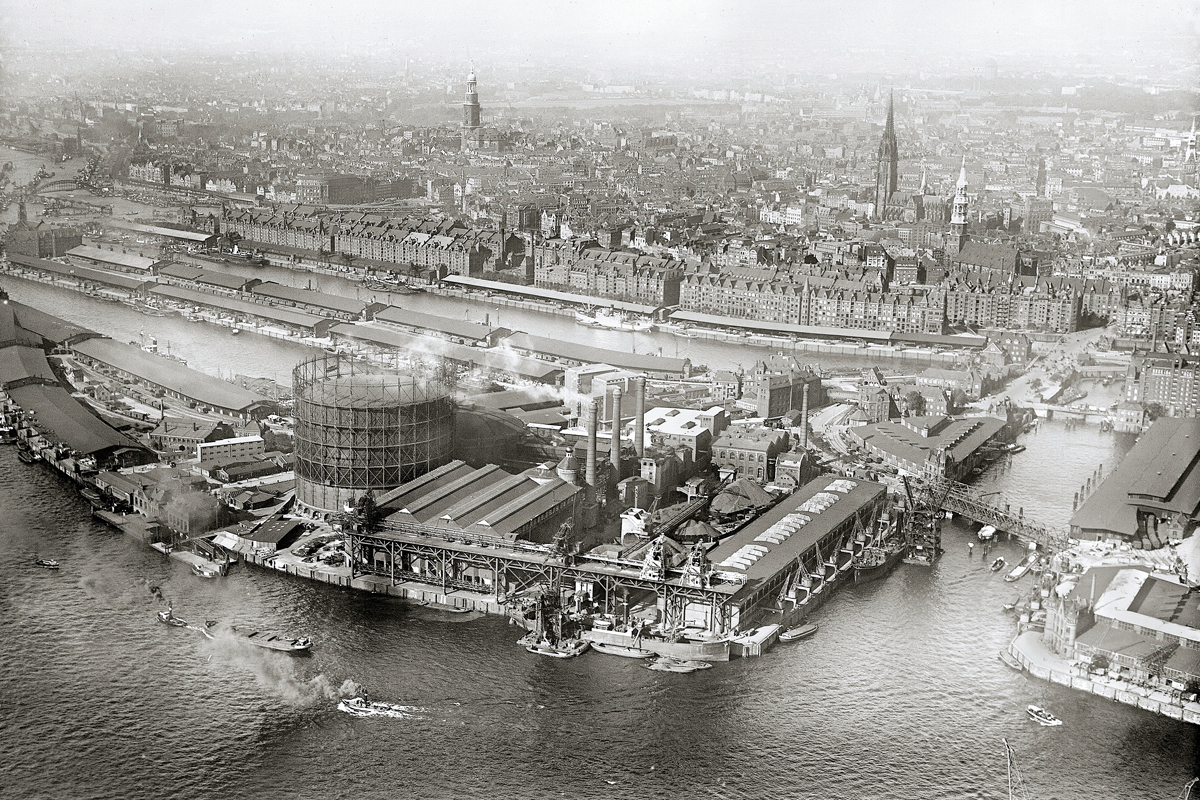
Westlicher Grasbrook um 1930: im Vordergrund das Gaswerk mit Gasometer, dahinter Grasbrook- und Sandtorhafen, im Hintergrund die Speicherstadt und die Türme der Innenstadt, rechts der Magdeburger Hafen

Ab etwa 1740 siedelten sich auf dem westlichen Großen Grasbrook mehrere Werften an, darunter die Werft Johns, nach der das heutige Kaiserhöft lange Zeit als „Johns’sche Ecke“ benannt war, die Somm’sche Werft und andere. Die Blüte dieser Werften wurde um 1850 erreicht, als unter anderem die ersten Großsegler der neu gegründeten Reederei HAPAG hier gebaut wurden (die „Nord Amerika“, das zweite Schiff der HAPAG, wurde bei Johns gebaut). Mit Beginn des Hafenausbaus wurden die Grasbrook-Werften vom Hamburger Senat enteignet und auf das südliche Elbufer und an den Reiherstieg umgesiedelt.
Der östliche Grasbrook blieb noch lange Zeit Weideland, wurde aber auch von den „Wandbereitern“ (Tuchmachern) zum Bleichen von Stoffen genutzt. Erst 1821 errichtete Nikolaus Schmilinsky am Oberhafen eine Eisengießerei, 1836 folgte die Firma H. C. Meyer jr. an der heutigen Stockmeyerstraße, sie gilt als erste Hamburger Fabrik, in der ab 1839 eine Dampfmaschine im Einsatz war. 1842 ging wenige Tage nach Ausbruch des Hamburger Brandes die von Edward James Smith konstruierte „Elbwasserkunst“ in Betrieb. Ab 1844 entstanden zudem am Südufer des Grasbrooks die Hamburger Gaswerke mit dem Gasometer Grasbrook, der nach Schließung des Gaswerks 1976 dann 1984 abgerissen wurde. Anschließend hatte hier das Cellpapp-Terminal seinen Standort.
Beginnend mit dem 1866 eröffneten Sandtorhafen wurden in rascher Folge mehrere künstliche Hafenbecken angelegt (Grasbrookhafen, Brooktorhafen, Ericusgraben); der Magdeburger Hafen zerteilt die Insel seit 1872 in Nord-Süd-Richtung. Ebenfalls 1872 wurde der Hannoversche Bahnhof eröffnet, dessen Schuppen und Gleisanlagen nahezu vollständig die östliche Inselhälfte ausfüllten. Nach der Eröffnung des Hamburger Hauptbahnhofes wurde das Gelände bis 1999 als Hauptgüterbahnhof genutzt, während der NS-Zeit auch als Deportationsbahnhof für tausende Hamburger Juden sowie Sinti und Roma. Eine Gedenkstätte im heutigen Lohsepark erinnert daran.  

### Umbau zur HafenCity
Seit 2001 entsteht auf dem einstigen Grasbrook der neue Stadtteil HafenCity mit Gewerbeflächen, Wohnungen sowie Bildungs- und Kultureinrichtungen. Zu diesem Zweck wurden große Teile des neu zu bebauenden Gelände durch Aufschüttung auf eine hochwassersichere Ebene gebracht. Acht der zehn Teilquartiere der Hafencity liegen auf dem ehemaligen Grasbrook, zwei auf dem ehemaligen Baakenwärder.

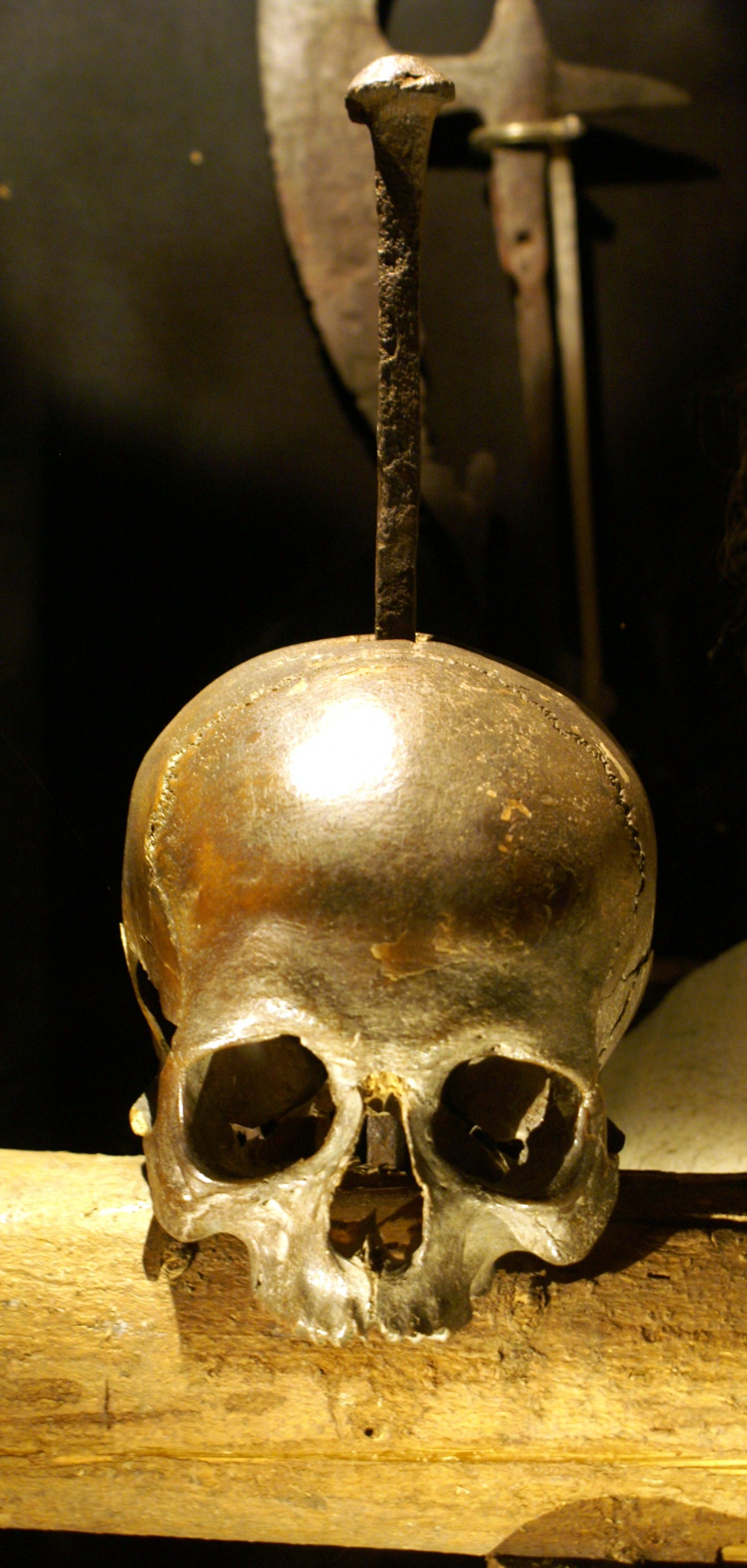
Gepfählter Schädel eines mutmaßlichen Seeräubers, entdeckt 1878 beim Bau der Speicherstadt
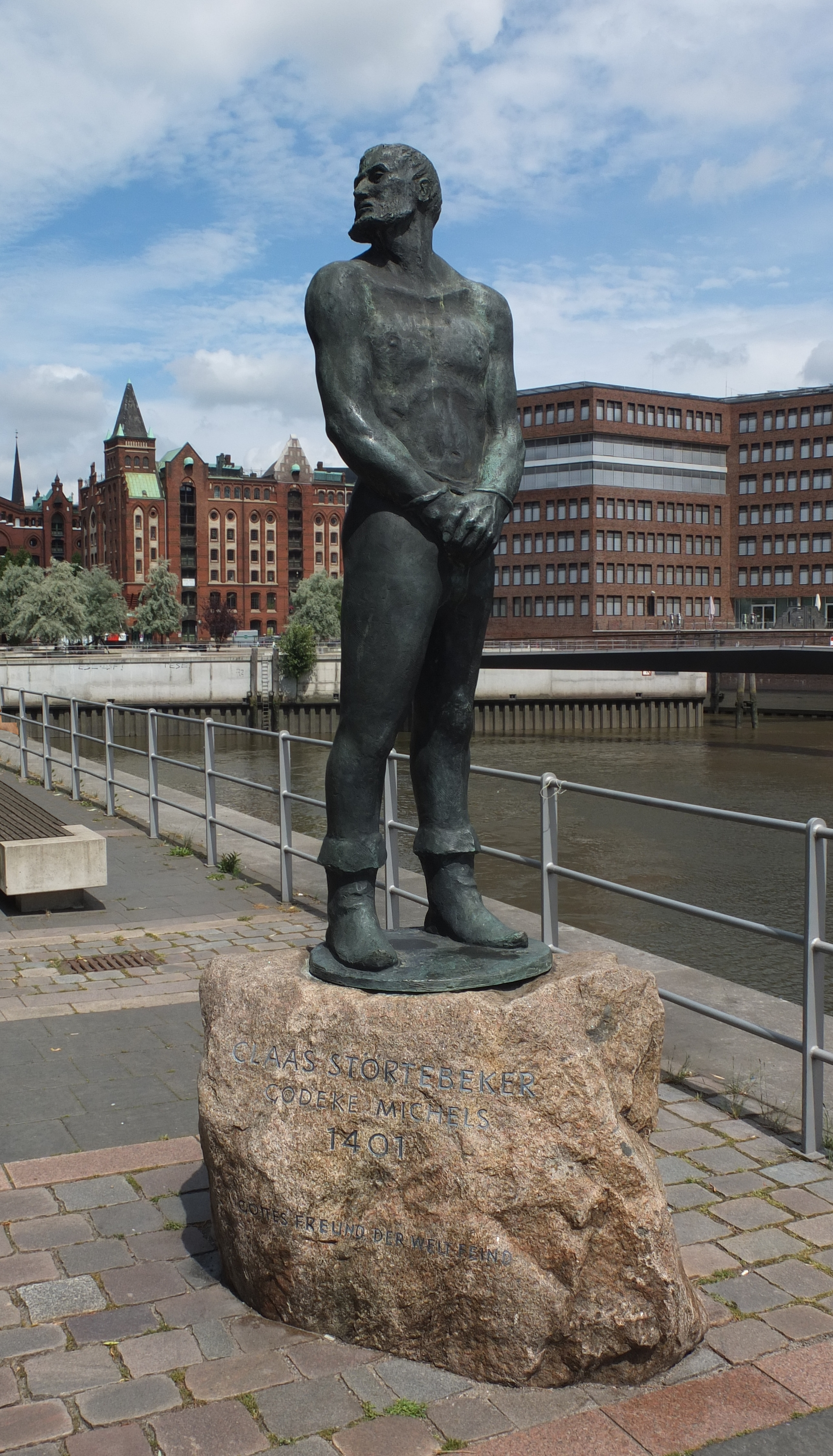
Störtebeker-Denkmal von Hansjörg Wagner in der Hafencity